# 横隔神経
横隔神経（おうかくしんけい）は、主にC4から起こり、C3、C5の頸神経からの補助枝からなる、横隔膜を支配する神経。
横隔神経は、運動神経、感覚神経、交感神経の繊維を含む。横隔膜は、この神経のみで運動と感覚を支配されている。感覚神経は、腱中心からの情報を受け取る。胸郭においては、縦隔胸膜と心膜に枝を出す。

## 追加画像

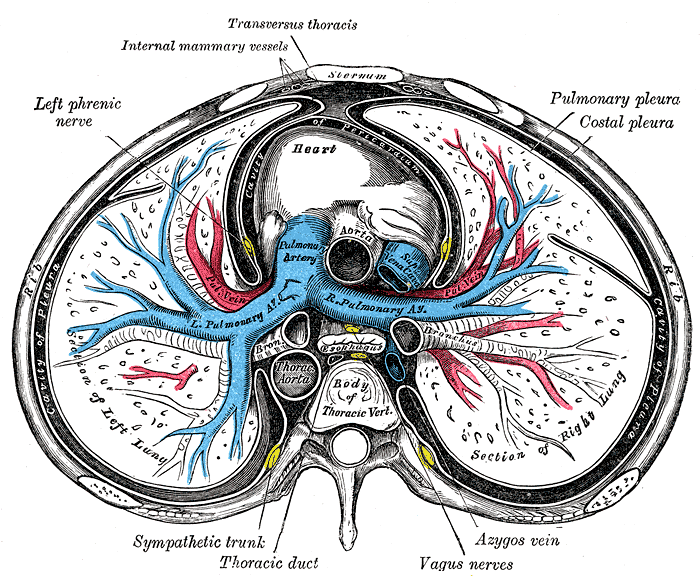
Transverse section of thorax, showing relations of pulmonary artery.
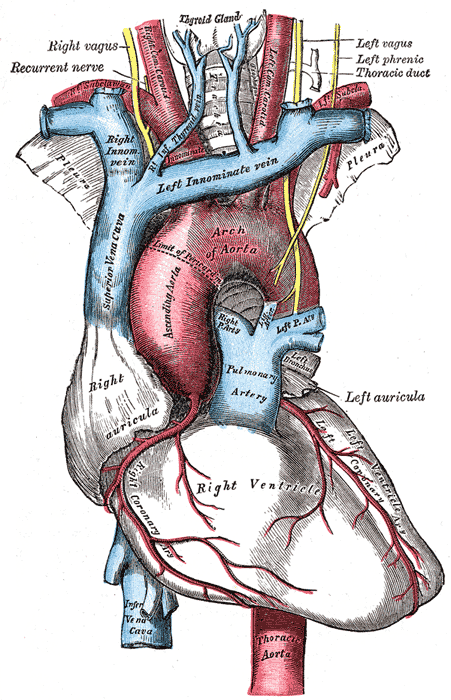
The arch of the aorta, and its branches.
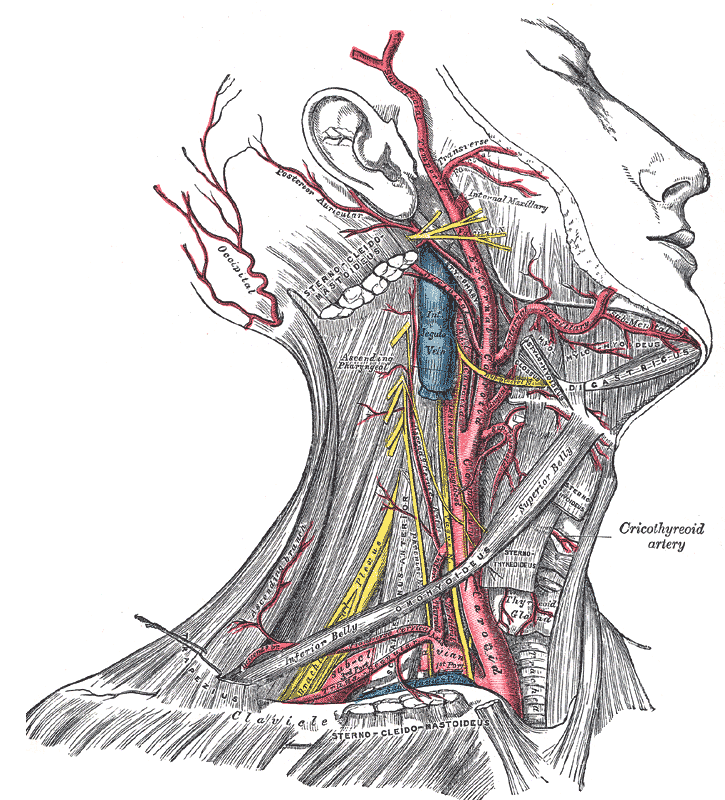
Superficial dissection of the right side of the neck, showing the carotid and subclavian arteries.
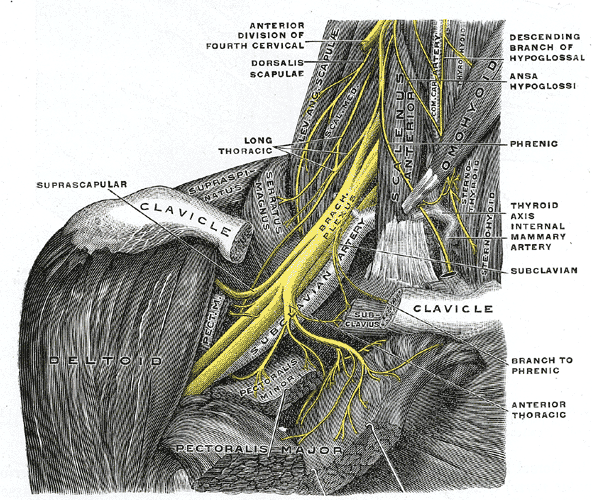
The right brachial plexus with its short branches, viewed from in front.